# Humidex
De humidex – een Engels porte-manteauwoord van humidity index – is een in 1965 bedachte index waarmee Canadese meteorologen de belevingstemperatuur van een gemiddeld persoon trachten te beschrijven. Dit wordt gedaan door warmte en dauwpunt met een formule in een getal uit te drukken.
De waarden van de humidex verschillen van de Amerikaanse heatindex. Deze worden berekend met temperatuur en relatieve vochtigheid.
Een vochtige omgeving met een hoge temperatuur zal benauwd aanvoelen, terwijl een hoge temperatuur met lage vochtigheid aangenamer zal worden ervaren.
| Humidex | Situatie                                |
| ------- | --------------------------------------- |
| 20 - 29 | Comfortabel                             |
| 30 - 39 | Wisselende mate van onbehagen           |
| 40 - 45 | Oncomfortabel                           |
| >= 46   | Veel soorten werk moeten worden beperkt |

## De humidex-tabel
Als de temperatuur 30 °C is, en het dauwpunt 15° C, dan is de humidex 34. 
Als de temperatuur 30 °C blijft en het dauwpunt stijgt naar 25° C, loopt de humidex naar 42. 
|                |    | Temperatuur van 15 tot en met 43°C | Temperatuur van 15 tot en met 43°C | Temperatuur van 15 tot en met 43°C | Temperatuur van 15 tot en met 43°C | Temperatuur van 15 tot en met 43°C | Temperatuur van 15 tot en met 43°C | Temperatuur van 15 tot en met 43°C | Temperatuur van 15 tot en met 43°C | Temperatuur van 15 tot en met 43°C | Temperatuur van 15 tot en met 43°C | Temperatuur van 15 tot en met 43°C | Temperatuur van 15 tot en met 43°C | Temperatuur van 15 tot en met 43°C | Temperatuur van 15 tot en met 43°C | Temperatuur van 15 tot en met 43°C | Temperatuur van 15 tot en met 43°C | Temperatuur van 15 tot en met 43°C | Temperatuur van 15 tot en met 43°C | Temperatuur van 15 tot en met 43°C | Temperatuur van 15 tot en met 43°C | Temperatuur van 15 tot en met 43°C | Temperatuur van 15 tot en met 43°C | Temperatuur van 15 tot en met 43°C | Temperatuur van 15 tot en met 43°C | Temperatuur van 15 tot en met 43°C | Temperatuur van 15 tot en met 43°C | Temperatuur van 15 tot en met 43°C | Temperatuur van 15 tot en met 43°C | Temperatuur van 15 tot en met 43°C |
| 15             | 16 | 17                                 | 18                                 | 19                                 | 20                                 | 21                                 | 22                                 | 23                                 | 24                                 | 25                                 | 26                                 | 27                                 | 28                                 | 29                                 | 30                                 | 31                                 | 32                                 | 33                                 | 34                                 | 35                                 | 36                                 | 37                                 | 38                                 | 39                                 | 40                                 | 41                                 | 42                                 | 43                                 |                                    |                                    |
| Dauwpunt in °C |    |                                    |                                    |                                    |                                    |                                    |                                    |                                    |                                    |                                    |                                    |                                    |                                    |                                    |                                    |                                    |                                    |                                    |                                    |                                    |                                    |                                    |                                    |                                    |                                    |                                    |                                    |                                    |                                    |                                    |
| -------------- | -- | ---------------------------------- | ---------------------------------- | ---------------------------------- | ---------------------------------- | ---------------------------------- | ---------------------------------- | ---------------------------------- | ---------------------------------- | ---------------------------------- | ---------------------------------- | ---------------------------------- | ---------------------------------- | ---------------------------------- | ---------------------------------- | ---------------------------------- | ---------------------------------- | ---------------------------------- | ---------------------------------- | ---------------------------------- | ---------------------------------- | ---------------------------------- | ---------------------------------- | ---------------------------------- | ---------------------------------- | ---------------------------------- | ---------------------------------- | ---------------------------------- | ---------------------------------- | ---------------------------------- |
| Dauwpunt in °C | 10 | 16                                 | 17                                 | 18                                 | 19                                 | 20                                 | 21                                 | 22                                 | 23                                 | 24                                 | 25                                 | 26                                 | 27                                 | 28                                 | 29                                 | 30                                 | 31                                 | 32                                 | 33                                 | 34                                 | 35                                 | 36                                 | 37                                 | 38                                 | 39                                 | 40                                 | 41                                 | 42                                 | 43                                 | 44                                 |
| Dauwpunt in °C | 11 | 17                                 | 18                                 | 19                                 | 20                                 | 21                                 | 22                                 | 23                                 | 24                                 | 25                                 | 26                                 | 27                                 | 28                                 | 29                                 | 30                                 | 31                                 | 32                                 | 33                                 | 34                                 | 35                                 | 36                                 | 37                                 | 38                                 | 39                                 | 40                                 | 41                                 | 42                                 | 43                                 | 44                                 | 45                                 |
| Dauwpunt in °C | 12 | 17                                 | 18                                 | 19                                 | 20                                 | 21                                 | 22                                 | 23                                 | 24                                 | 25                                 | 26                                 | 27                                 | 28                                 | 29                                 | 30                                 | 31                                 | 32                                 | 33                                 | 34                                 | 35                                 | 36                                 | 37                                 | 38                                 | 39                                 | 40                                 | 41                                 | 42                                 | 43                                 | 44                                 | 45                                 |
| Dauwpunt in °C | 13 | 18                                 | 19                                 | 20                                 | 21                                 | 22                                 | 23                                 | 24                                 | 25                                 | 26                                 | 27                                 | 28                                 | 29                                 | 30                                 | 31                                 | 32                                 | 33                                 | 34                                 | 35                                 | 36                                 | 37                                 | 38                                 | 39                                 | 40                                 | 41                                 | 42                                 | 43                                 | 44                                 | 45                                 | 46                                 |
| Dauwpunt in °C | 14 | 18                                 | 19                                 | 20                                 | 21                                 | 22                                 | 23                                 | 24                                 | 25                                 | 26                                 | 27                                 | 28                                 | 29                                 | 30                                 | 31                                 | 32                                 | 33                                 | 34                                 | 35                                 | 36                                 | 37                                 | 38                                 | 39                                 | 40                                 | 41                                 | 42                                 | 43                                 | 44                                 | 45                                 | 46                                 |
| Dauwpunt in °C | 15 | 19                                 | 20                                 | 21                                 | 22                                 | 23                                 | 24                                 | 25                                 | 26                                 | 27                                 | 28                                 | 29                                 | 30                                 | 31                                 | 32                                 | 33                                 | 34                                 | 35                                 | 36                                 | 37                                 | 38                                 | 39                                 | 40                                 | 41                                 | 42                                 | 43                                 | 44                                 | 45                                 | 46                                 | 47                                 |
| Dauwpunt in °C | 16 | –                                  | 21                                 | 22                                 | 23                                 | 24                                 | 25                                 | 26                                 | 27                                 | 28                                 | 29                                 | 30                                 | 31                                 | 32                                 | 33                                 | 34                                 | 35                                 | 36                                 | 37                                 | 38                                 | 39                                 | 40                                 | 41                                 | 42                                 | 43                                 | 44                                 | 45                                 | 46                                 | 47                                 | 48                                 |
| Dauwpunt in °C | 17 | –                                  | –                                  | 22                                 | 23                                 | 24                                 | 25                                 | 26                                 | 27                                 | 28                                 | 29                                 | 30                                 | 31                                 | 32                                 | 33                                 | 34                                 | 35                                 | 36                                 | 37                                 | 38                                 | 39                                 | 40                                 | 41                                 | 42                                 | 43                                 | 44                                 | 45                                 | 46                                 | 47                                 | 48                                 |
| Dauwpunt in °C | 18 | –                                  | –                                  | –                                  | 24                                 | 25                                 | 26                                 | 27                                 | 28                                 | 29                                 | 30                                 | 31                                 | 32                                 | 33                                 | 34                                 | 35                                 | 36                                 | 37                                 | 38                                 | 39                                 | 40                                 | 41                                 | 42                                 | 43                                 | 44                                 | 45                                 | 46                                 | 47                                 | 48                                 | 49                                 |
| Dauwpunt in °C | 19 | –                                  | –                                  | –                                  | –                                  | 26                                 | 27                                 | 28                                 | 29                                 | 30                                 | 31                                 | 32                                 | 33                                 | 34                                 | 35                                 | 36                                 | 37                                 | 38                                 | 39                                 | 40                                 | 41                                 | 42                                 | 43                                 | 44                                 | 45                                 | 46                                 | 47                                 | 48                                 | 49                                 | 50                                 |
| Dauwpunt in °C | 20 | –                                  | –                                  | –                                  | –                                  | –                                  | 28                                 | 29                                 | 30                                 | 31                                 | 32                                 | 33                                 | 34                                 | 35                                 | 36                                 | 37                                 | 38                                 | 39                                 | 40                                 | 41                                 | 42                                 | 43                                 | 44                                 | 45                                 | 46                                 | 47                                 | 48                                 | 49                                 | 50                                 | 51                                 |
| Dauwpunt in °C | 21 | –                                  | –                                  | –                                  | –                                  | –                                  | –                                  | 29                                 | 30                                 | 31                                 | 32                                 | 33                                 | 34                                 | 35                                 | 36                                 | 37                                 | 38                                 | 39                                 | 40                                 | 41                                 | 42                                 | 43                                 | 44                                 | 45                                 | 46                                 | 47                                 | 48                                 | 49                                 | 50                                 | 51                                 |
| Dauwpunt in °C | 22 | –                                  | –                                  | –                                  | –                                  | –                                  | –                                  | –                                  | 31                                 | 32                                 | 33                                 | 34                                 | 35                                 | 36                                 | 37                                 | 38                                 | 39                                 | 40                                 | 41                                 | 42                                 | 43                                 | 44                                 | 45                                 | 46                                 | 47                                 | 48                                 | 49                                 | 50                                 | 51                                 | 52                                 |
| Dauwpunt in °C | 23 | –                                  | –                                  | –                                  | –                                  | –                                  | –                                  | –                                  | –                                  | 33                                 | 34                                 | 35                                 | 36                                 | 37                                 | 38                                 | 39                                 | 40                                 | 41                                 | 42                                 | 43                                 | 44                                 | 45                                 | 46                                 | 47                                 | 48                                 | 49                                 | 50                                 | 51                                 | 52                                 | 53                                 |
| Dauwpunt in °C | 24 | –                                  | –                                  | –                                  | –                                  | –                                  | –                                  | –                                  | –                                  | –                                  | 35                                 | 36                                 | 37                                 | 38                                 | 39                                 | 40                                 | 41                                 | 42                                 | 43                                 | 44                                 | 45                                 | 46                                 | 47                                 | 48                                 | 49                                 | 50                                 | 51                                 | 52                                 | 53                                 | 54                                 |
| Dauwpunt in °C | 25 | –                                  | –                                  | –                                  | –                                  | –                                  | –                                  | –                                  | –                                  | –                                  | –                                  | 37                                 | 38                                 | 39                                 | 40                                 | 41                                 | 42                                 | 43                                 | 44                                 | 45                                 | 46                                 | 47                                 | 48                                 | 49                                 | 50                                 | 51                                 | 52                                 | 53                                 | 54                                 | 55                                 |
| Dauwpunt in °C | 26 | –                                  | –                                  | –                                  | –                                  | –                                  | –                                  | –                                  | –                                  | –                                  | –                                  | –                                  | 39                                 | 40                                 | 41                                 | 42                                 | 43                                 | 44                                 | 45                                 | 46                                 | 47                                 | 48                                 | 49                                 | 50                                 | 51                                 | 52                                 | 53                                 | 54                                 | 55                                 | 56                                 |
| Dauwpunt in °C | 27 | –                                  | –                                  | –                                  | –                                  | –                                  | –                                  | –                                  | –                                  | –                                  | –                                  | –                                  | –                                  | 42                                 | 43                                 | 44                                 | 45                                 | 46                                 | 47                                 | 48                                 | 49                                 | 50                                 | 51                                 | 52                                 | 53                                 | 54                                 | 55                                 | 56                                 | 57                                 | 58                                 |
| Dauwpunt in °C | 28 | –                                  | –                                  | –                                  | –                                  | –                                  | –                                  | –                                  | –                                  | –                                  | –                                  | –                                  | –                                  | –                                  | 44                                 | 45                                 | 46                                 | 47                                 | 48                                 | 49                                 | 50                                 | 51                                 | 52                                 | 53                                 | 54                                 | 55                                 | 56                                 | 57                                 | 58                                 | 59                                 |